# Ctenus falcatus
Ctenus falcatus är en spindelart som beskrevs av F. O. Pickard-Cambridge 1902. Ctenus falcatus ingår i släktet Ctenus och familjen Ctenidae. Inga underarter finns listade i Catalogue of Life.